# Стоплін
Стоплін (пол. Stoplin) — село в Польщі, у гміні Старожреби Плоцького повіту Мазовецького воєводства.
Населення — 48 осіб (2011).
У 1975-1998 роках село належало до Плоцького воєводства.

## Демографія
Демографічна структура станом на 31 березня 2011 року:
|          | Загалом | Допрацездатний вік | Працездатний вік | Постпрацездатний вік |
| -------- | ------- | ------------------ | ---------------- | -------------------- |
| Чоловіки | 23      | 3                  | 15               | 5                    |
| Жінки    | 25      | 4                  | 11               | 10                   |
| Разом    | 48      | 7                  | 26               | 15                   |